# Mähri Geldiýewa
Mähri Geldiýewa (geboren als Mähri Ovezova, 4 april 1973) is een professioneel schaakster uit Turkmenistan. Sinds 1998 is ze grootmeester bij de vrouwen (WGM).

## Familie
Mähri Ovezova werd geboren in een familie van fanatieke schakers. Haar broer Artek (geb. 1976) is FIDE-Meester (FM) en haar zussen Maisa en Maral (beide geboren in 1981), zijn FIDE-Meester bij de vrouwen (WFM).
Ze is gehuwd met FIDE-Meester Kochmurad Geldiýew (geb. 1970). Sinds het jaar 2000 speelt ze onder de naam Geldiýewa.

## Resultaten
- In 1993 werd Mähri Ovezova derde op het Wereldkampioenschap schaken voor junioren (tot 20 jaar) voor vrouwen, gehouden in Kozhikode; boven haar eindigden Nino Churzidse en Ilaha Kadimova.
- In 1996 werd ze Internationaal Meester bij de vrouwen (WIM)
- In 1998 werd ze in Pahang, Maleisië, derde op het eerste Aziatische kampioenschap voor vrouwen, achter Xu Yuhua en Eva Repková, die toen voor Libanon speelde.[2]
- In 1998 werd ze als eerste schaakster uit Turkmenistan WGM.
- In 2002 won ze in Aşgabat het vrouwenkampioenschap van Turkmenistan.
- In 2009 nam ze in Sari deel aan het tweede internationale Open "Fadschr"-vrouwentoernooi en eindigde als tweede, achter Shadi Paridar.[3]
- In 2009 won ze in Aşgabat opnieuw het vrouwenkampioenschap van Turkmenistan.[4]

In oktober 2021 was haar Elo-rating 2139. Hiermee is ze tweede op de lijst van Turkmenistan, eerder stond ze eerste. Omdat ze sinds de Schaakolympiade van 2018 geen partij meer speelde die valt onder het rating-systeem, staat ze als "inactief" genoteerd. In 1999 en 2000 was haar rating 2339, waarmee ze op dat moment nummer 76 op de FIDE-wereldranglijst van vrouwen was.

## Schaakteams
Van 1986 tot 1991 nam Mähri Geldiýewa met Turkmenistan deel aan Sovjet-kampioenschap voor vrouwenteams.
Met het nationale vrouwenteam van Turkmenistan nam ze tussen 1994 en 2018 deel aan acht Schaakolympiades, met een totaalscore van 65.5 punten uit 102 partijen (+55 =21 −26; 64.2%). Bij al deze Olympiades speelde ze aan het eerste bord. Op de Schaakolympiades van 1996 in Jerevan en 1998 in Elista behaalde ze een individuele gouden medaille, in 1996 met 10.5 pt. uit 14, in 1998 met 10.5 pt. uit 13.
In 2003 nam ze in Jodhpur met het team van Turkmenistan deel aan het Aziatisch kampioenschap voor vrouwenteams.
In 2006 en 2010 nam ze deel aan de Azië-Spelen voor vrouwen

## Schaakvereniging
In de Turkse competitie voor schaakteams speelde ze in seizoen 2006/07 voor Konyaspor.

## Externe koppelingen
- (en)   Informatie over schaakpartijen van Mähri Geldiýewa op ChessGames.com
- (en)   Informatie over schaakpartijen van Mähri Geldiýewa op 365chess.com
- (en)  FIDE-ratinggegevens voor Mähri Geldiýewa